# Montgueux
Montgueux – miejscowość i gmina we Francji, w regionie Grand Est, w departamencie Aube.
Według danych na rok 1990 gminę zamieszkiwało 360 osób, a gęstość zaludnienia wynosiła 32 osoby/km².

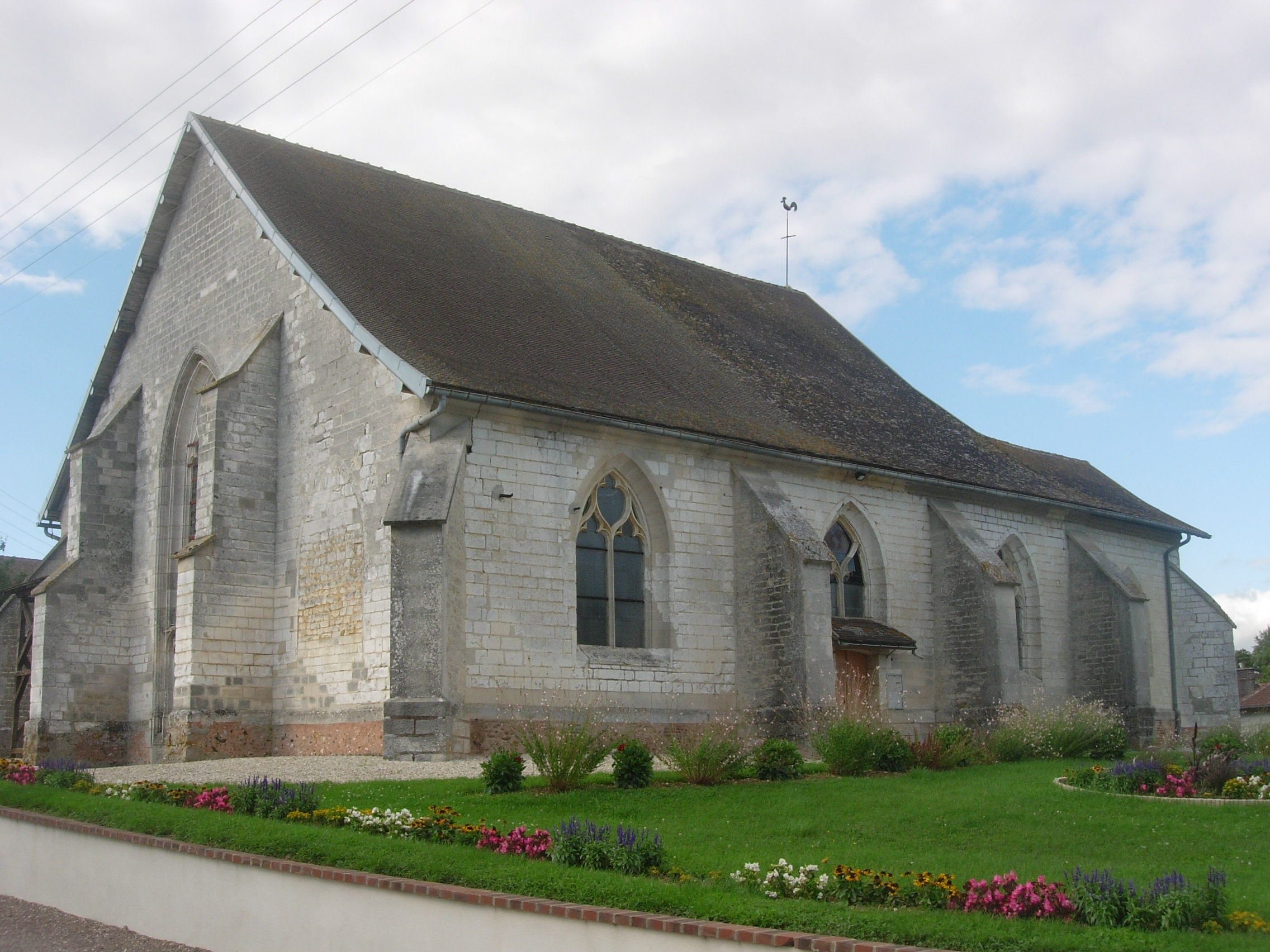
Kościół w Montgueux, 2011